# Happier (canción de Olivia Rodrigo)
«Happier» (estilizada happier, en minúsculas) es una canción escrita y grabada por la cantautora estadounidense Olivia Rodrigo, como la octava pista del álbum de estudio debut de Rodrigo, Sour (2021), que fue publicado el 21 de mayo de 2021 a través de Geffen Records. La canción fue producida por Dan Nigro. Según Rodrigo, esta canción está inspirada en «Perfect», canción de Ed Sheeran, tanto en la letra como en la parte instrumental de la música.
Musicalmente, «Happier» es una balada doo-wop con piano, con una producción de bajos profundos. La letra de la canción detalla las luchas por superar una ruptura mientras se desea egoístamente que la expareja sea menos feliz con su nueva relación. La canción recibió elogios de la crítica musical tras el lanzamiento del álbum Sour, y muchos la nombraron como una de las mejores y más destacadas canciones del álbum.

## Contexto
«Happier» fue publicada como una de las once canciones del álbum debut de Olivia Rodrigo, Sour. La canción es una de las pocas canciones que Rodrigo mostró como maqueta (demo) en Instagram y que llamó la atención del productor musical Dan Nigro. Esto llevó a la producción de la canción y fue lanzada junto con el álbum. El 1 de abril de 2021, Rodrigo anunció que su álbum debut se publicaría el 21 de mayo de 2021. El 13 de abril, Rodrigo anunció que el álbum se titula Sour. Junto con el anuncio del nombre del álbum, también se reveló la lista de canciones. «Happier» apareció como el octavo tema del álbum. La canción fue lanzada el 21 de mayo de 2021, junto con su álbum principal, con un video con la letra que lo acompaña publicado en el canal de YouTube de Rodrigo.

## Composición
- Olivia Rodrigo – voces, voces de fondo, composición y letras
- Daniel Nigro – productor, voces de fondo, ingeniero de grabación, piano, bajo, batería, sintetizador, guitarra
- Paul Cartwright – viola, violín
- Kathleen – voces de fondo
- Dan Viafore – asistente de ingeniero
- Mitch McCarthy – ingeniero de mezcla
- Randy Merrill – ingeniero de masterización

La partitura de la canción, publicada por Sony/ATV Music Publishing en musicnotes.com, muestra que la canción está escrita en la tonalidad de fa sostenido mayor, a un tempo de 56 pulsaciones por minuto. La voz de Rodrigo abarca desde la nota baja de sol♭3 hasta la alta re♭5.
«Happier» es una balada doo-wop al estilo de los años cincuenta con piano, con una producción de graves profundos. Rodrigo escribió esta canción por sí sola en 2019, y la producción la realizó Dan Nigro. Tiene una duración total de dos minutos y 55 segundos. La letra de la canción habla de "lidiar con la narrativa defectuosa de la rivalidad femenina" mientras le desea egoístamente a su expareja y su nuevo amor un futuro feliz, pero no tan feliz como cuando todavía estaban juntos, con la letra "Espero que seas feliz, pero no seas más feliz."

## Recepción de la crítica
Chris Willman, de Variety, nombró a «Happier» como la "mejor canción" del álbum y afirmó que la canción tiene un "giro lírico inteligente pero real". P. Claire Dodson, de Teen Vogue, describió la canción como una de las "más fuertes" entre las canciones escritas por Rodrigo. La crítica de Rolling Stone, Angie Martoccio, dijo que la canción es "uno de los aspectos más destacados del [álbum]".

## Desempeño comercial
En Estados Unidos, tras el lanzamiento de Sour, «Happier» debutó dentro del Billboard Hot 100 en el puesto 15, junto a los otros 10 temas del álbum. La semana siguiente, la canción cayó cinco lugares hasta el número 20. La canción también debutó en el puesto 14 en la lista Billboard Global 200. «Happier» se ubicó en Australia y Canadá en el puesto 15, y en Nueva Zelanda en el puesto 14. En el Reino Unido, la canción no logró ubicarse en la lista oficial de sencillos del Reino Unido, pero sí en la lista de streaming del Reino Unido en el puesto 18. En otros países, «Happier» se ubicó entre los 40 primeros en Grecia, Noruega y Portugal, en los puestos 29, 28 y 19, respectivamente.

## Créditos
Créditos adaptados de Tidal y las notas de Sour.
Grabación
- Grabado en Amusement Studios (Los Ángeles)
- Mezclado en SOTA Studios (Los Ángeles)
- Masterizado en Sterling Sound (Nueva York)

Intérpretes
 